# Communauté de communes du Pays du Buis-les-Baronnies
Die Communauté de communes du Pays du Buis-les-Baronnies ist ein ehemaliger französischer Gemeindeverband mit Rechtsform einer Communauté de communes im Département Drôme. Sein Name bezog sich auf den Ort Buis-les-Baronnies, dessen Umland er umfasste und in dem sich der Verwaltungssitz befand. Der Ende 1996 gegründete Gemeindeverband bestand aus 21 Gemeinden auf einer Fläche von 292,4 km2.

## Aufgaben
Zu den vorgeschriebenen Kompetenzen gehörten die Entwicklung und Förderung wirtschaftlicher Aktivitäten. Der Gemeindeverband bestimmte die Wohnungsbaupolitik. In Infrastrukturangelegenheiten betreibt er die Straßenmeisterei, die Abwasserentsorgung sowie die Müllabfuhr und -entsorgung.

## Historische Entwicklung
Der Gemeindeverband fusionierte mit Wirkung vom 1. Januar 2017 mit 
- Communauté de communes du Pays de Rémuzat,
- Communauté de communes du Val d’Eygues und
- Communauté de communes des Hautes Baronnies

und bildete so die Nachfolgeorganisation Communauté de communes des Baronnies en Drôme Provençale.

## Ehemalige Mitgliedsgemeinden
Folgende 21 Gemeinden gehörten der Communauté de communes du Pays du Buis-les-Baronnies an:
| Gemeinde                   | Einwohner 1. Januar 2022 | Fläche km² | Dichte Einw./km² | Code INSEE | Postleitzahl |
| -------------------------- | ------------------------ | ---------- | ---------------- | ---------- | ------------ |
| Beauvoisin                 | 143                      | 8,9        | 16               | 26043      | 26170        |
| Bellecombe-Tarendol        | 73                       | 13,5       | 5                | 26046      | 26110        |
| Bénivay-Ollon              | 76                       | 9,0        | 8                | 26048      | 26170        |
| Bésignan                   | 79                       | 8,9        | 9                | 26050      | 26110        |
| Buis-les-Baronnies         | 2.226                    | 33,7       | 66               | 26063      | 26170        |
| Eygaliers                  | 134                      | 8,0        | 17               | 26127      | 26170        |
| La Penne-sur-l’Ouvèze      | 89                       | 7,3        | 12               | 26229      | 26170        |
| La Roche-sur-le-Buis       | 288                      | 27,7       | 10               | 26278      | 26170        |
| La Rochette-du-Buis        | 54                       | 10,4       | 5                | 26279      | 26170        |
| Le Poët-en-Percip          | 22                       | 6,1        | 4                | 26242      | 26170        |
| Mérindol-les-Oliviers      | 209                      | 9,2        | 23               | 26180      | 26170        |
| Montguers                  | 44                       | 11,1       | 4                | 26201      | 26170        |
| Pierrelongue               | 228                      | 5,1        | 45               | 26236      | 26170        |
| Plaisians                  | 214                      | 29,6       | 7                | 26239      | 26170        |
| Propiac                    | 131                      | 11,2       | 12               | 26256      | 26170        |
| Rioms                      | 25                       | 9,4        | 3                | 26267      | 26170        |
| Rochebrune                 | 52                       | 16,1       | 3                | 26269      | 26110        |
| Saint-Auban-sur-l’Ouvèze   | 204                      | 16,6       | 12               | 26292      | 26170        |
| Sainte-Euphémie-sur-Ouvèze | 72                       | 11,3       | 6                | 26303      | 26170        |
| Saint-Sauveur-Gouvernet    | 185                      | 19,3       | 10               | 26329      | 26110        |
| Vercoiran                  | 134                      | 19,9       | 7                | 26370      | 26170        |